# Patrick Rafter
Patrick „Pat” Michael Rafter (Mount Isa, Australija, 28. prosinca 1972.), bivši australski tenisač i svjetski broj 1. 
Svoj prvi turnir u pojedinačnoj konkurenciji Rafter je osvojio 1994. u Manchesteru. Najveći uspjeh mu je osvajanje US Opena dva puta (1997. i 1998. godine). Od većih rezultata još valja izdvojiti dvije završnice Wimbledona, te osvajanje dva turnira iz Masters serije Cincinnati i Montréal. Podjednako je dobro igrao u pojedinačnoj i u konkurenciji parova.
U završnici Wimbledona 2001. godine, porazio ga je Goran Ivanišević (6:3, 3:6, 6:3, 2:6, 9:7).
Dana 17. srpnja 2019. godine, Rafter se još jednom suočio s Goranom Ivaniševićem na rekracijskome meču Croatia Opena u Umagu, kako bi proslavili 18. rođendan poznatoga finala Wimbledona 2001. godine. Ivanišević ga je ponovno pobijedio 6:4, 6:4.

## Vanjske poveznice
- Profil na stranici ATP Toura (engl.)